# ایگور پامیچ
ایگور پامیچ (کرواتی: Igor Pamić; زادهٔ ۱۹ نوامبر ۱۹۶۹) بازیکن فوتبال اهل کرواسی است.
از باشگاه‌هایی که در آن بازی کرده‌است می‌توان به دینامو زاگرب، سوشو و باشگاه فوتبال هانزا روستوک اشاره کرد.
وی همچنین در تیم ملی فوتبال کرواسی بازی کرده‌است.